# 金城湾公园
31°31′22″N 120°17′14″E / 31.52291°N 120.28715°E
金城湾公园，位于中华人民共和国江苏省无锡市滨湖区贡湖大道与快速内环南、金石路交口处，是无锡市的一个公园。

## 沿革
2001年开始，随着无锡市开始清理蠡湖湖面污染问题，至2008年11月进行整治工程，在蠡湖沿岸不断建立公园景点。其中公园的核心建筑为“波光鹭影”，为ETFE膜结构建筑，形同飞入湖面的白鹭。2011年6月，随着金城湾公园落成，蠡湖十年整治工程也宣告完成。